# Samantabhadra

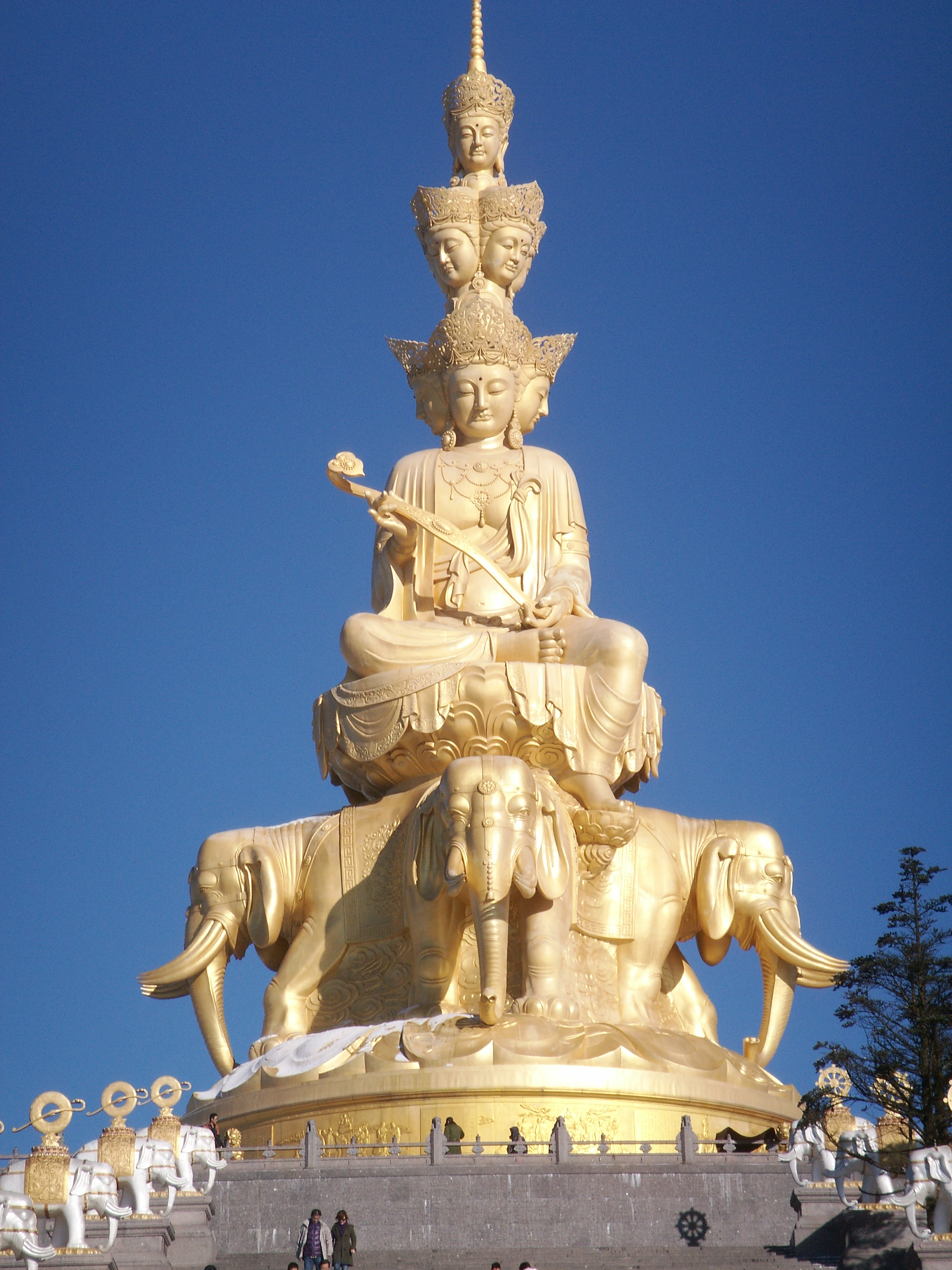
Samantabadra en el Monte Emei

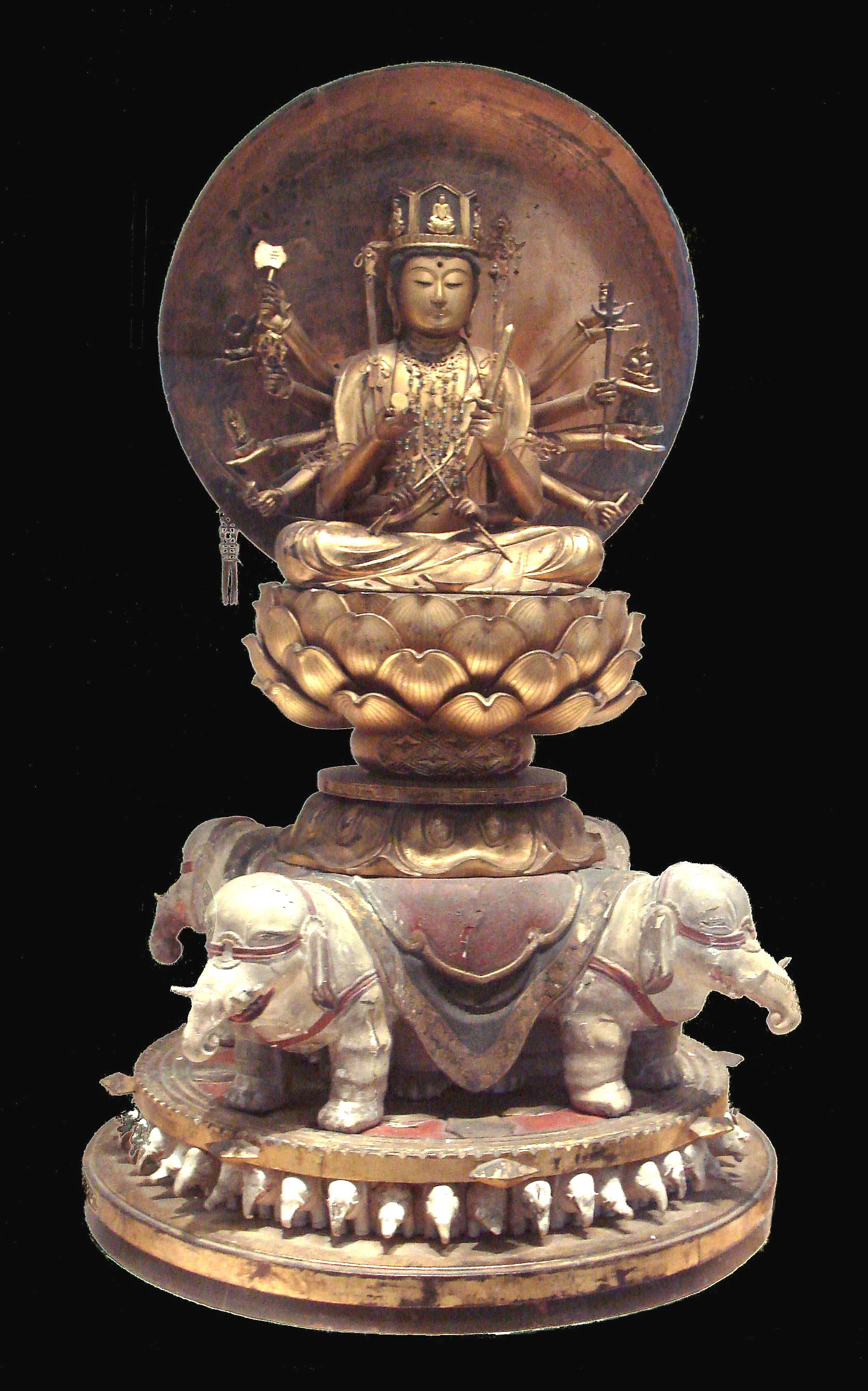

Samantabhadra es un bodhisattva.

## Otros nombres
Samantabhadra, en sánscrito, devanagari: समन्तभद्र; IAST: Samantabhadra; en tibetano: ཀུན་ཏུ་བཟང་པོ, wylie: kun tu bzang po pr = Kuntuzangpo, es conocido también en China como Bodhisattva de la virtud universal (en chino simplificado, 普贤菩萨; en chino tradicional, 普賢菩薩; pinyin, Pǔ xián pú sā)

## Etnia Han
A veces se muestra con características femeninas, teniendo vestido y características similares a algunas representaciones de Guan Yin. En este aspecto, Samantabhadra es venerado como el bodhisattva patrono de los monasterios asociados con el Monte Emei, oeste de la Cuenca de cuatro valles.Se trata como Bodhimaṇḍa de Samantabadra, una de las bodhimaṇḍas de Cuatro Gran Bodhisattvas, y el Monte Emei también es una de las cuatro montañas budistas ilustres.

## En Japón
Es una importante deidad para las escuelas Tendaishū y Shingon y patrón del Sutra del Loto para los seguidores de Nichiren Daishōnin.

## Tíbet
No se debe confundir al Bodhisatva Samantabhadra con la noción de la escuela Ñingmapa (rnying ma pa) del Budismo tibetano, en que Dharmakaya Samantabhadra es considerado el Buda primordial en indivisible unión yab-yum con su consorte Samantabhadri y se representa con un cuerpo de color azul oscuro "desnudo" o "vestido de cielo", en sánscrito:Digambara. Sin embargo, las escuelas Kagyu y Gelugpa utilizan a Vajradhara para representar al Buda Primordial.
En otras tradiciones a Samantabhadra suele representárselo montado en un elefante blanco y también en una trinidad, suele aparecer con Manjusri y  Vairocana o la derecha del Buda Shakyamuni.
Con Manjusri habita el mismo universo al vivir ambos en la tierra pura de Tushita.

## Calificación
Dzongsar Jamyang Khyentse Rinpoche califica la naturaleza y la esencia de Samantabhadra, "el Buda primordial" como la fuente de origen de las atemporales enseñanzas Atiyoga o Dzogchen.
Samantabhadra no está sujeto a límites de tiempo, lugar o condición física. Es la unidad de la conciencia y el vacío, la unidad de las apariencias y la vacuidad, la naturaleza de la mente, la claridad natural con incesante compasión que es desde el principio.